# Коваль Ярослав Васильович
Коваль Ярослав Васильович (*26 жовтня 1933 року, Жулин, Львівська область) — український лісівник, головний науковий співробітник відділу стратегічного потенціалу сталого розвитку Інститут економіки природокористування та сталого розвитку НАН України, доктор економічних наук, професор. Академік Української екологічної академії наук, академік Лісівничої академії наук України (ЛАНУ).

## Біографія
Коваль Ярослав Васильович народився 26 жовтня 1933 року в селі Жулин Стрийського району Львівської області. У 1956 році закінчив Львівський лісотехнічний інститут (тепер — Національний лісотехнічний університет України) за спеціальністю «лісове господарство», здобувши кваліфікацію «інженер лісового господарства».
Професор Коваль Я. В. працював в Українському лісовпорядчому підприємстві виробниче об'єднання «Ліспроект» на посадах інженера-таксатора (1957–1962), начальника лісовпорядчої партії (1962–1965), начальника лісовпорядчої експедиції (1965–1967), начальника ґрунтово-лісотипологічної партії (1967–1968). У 1969 році перейшов на роботу в Раду з вивчення продуктивних сил України НАН України (Київ).
У 1990 році захистив докторську дисертацію в Раді з вивчення продуктивних сил України НАН України (Київ). Доктор економічних наук з 1991 року, за спеціальністю 08.00.19 — економіка природокористування і охорони навколишнього середовища. З 1994 року професор кафедри менеджменту лісового господарства Національного університету біоресурсів і природокористування України в Києві. Вчене звання професора Коваль Я. В. одержав у РВПС України НАН України в 1999 році. З 2011 року працює на посаді головного наукового співробітника відділу стратегічного потенціалу сталого розвитку ДУ Інститут економіки природокористування та сталого розвитку НАН України.
Науково-педагогічний стаж роботи професора Коваля Я. В. становить понад 40 років. Читає курси лекцій з дисциплін: «Регіональна економіка», «Менеджмент лісових ресурсів», «Менеджмент та маркетинг в садово-парковому господарстві». Під керівництвом професора Коваля Я. В. захищена одна докторська і 8 кандидатських дисертацій. Є членом двох спеціалізованої вчених рад по захисту дисертаційних робіт.
Професор Коваль Я. В. у 1993 році обраний дійсним членом (академіком) Української екологічної академії наук.

## Наукові праці
Сфера наукових інтересів професора Коваля Я. В. різноманітна — економіка і оптимізація природокористування, охорона природи, економіка лісового господарства, регіональна економіка, менеджмент виробництва. Розвиває наукові напрями з таких важливим проблем, як теоретико-методологічні засади лісокористування, формування лісоресурсної політики України, відтворення лісових ресурсів, розміщення і розвиток лісового комплексу, лісова політика, економічна оцінка лісових ресурсів.
Професор Коваль Я. В. є автором більше 300 наукових праць, у тому числі 15 монографій і навчальних посібників. Основні з них:
- (рос.) Коваль Я. В. Совершенствование лесопользования и лесовосстановления. — К.: Наукова думка, 1987. — 204 с.
- (рос.) Коваль Я. В., Кравчук Ю. П. Леса Молдавии, их состояние и пути улучшения. — Кишинев: Картя Молдавеняска, 1981. — 236 с.
- Коваль Я. В., Антоненко І. Я. Економічна (грошова) оцінка природних ресурсів лісового фонду України (теорія, методологія, методика). — К.: РВПС України НАН України, 2004. — 163 с.
- Коваль Я. В., Бондар В. С., Голуб О. А. та ін. Проблеми збалансованого лісокористування в системі сталого розвитку. — К.: Науковий світ, 2005. — 224 с.
- (рос.) Коваль Я. В., Мишенин Е. В., Царенко А. М. Воспроизводство лесных ресурсов: эколого-экономические проблемы. — К.: РВПС України НАН України, 2002. — 315 с.
- Дорогунцов С. І., Заяць Т. А., Коваль Я. В. та ін. Розміщення продуктивних сил і регіональна економіка: Підручник. — К.: КНЕУ, 2005. — 988 с.
- Коваль Я. В., Антоненко І. Я. Регіональна економіка. — К.: РВПС України НАН України, 2005. — 189 с.
- Коваль Я. В. Еколого-економічні проблеми лісоресурсного розвитку України // Продуктивні сили України. — 2006. — № 1 (001). — С. 121–135.
- Коваль Я. В., Блажкевич Т. П., Волочков В. В. Планування виробництва в лісовому господарстві: Навчальний посібник. — Житомир: Видав.о ЖНАУ, 2011. — 504 с.